# Unterseeboot 221
Le Unterseeboot 221 (ou U-221) est un sous-marin allemand (U-Boot) de type VII.C utilisé par la Kriegsmarine (marine de guerre allemande) pendant la Seconde Guerre mondiale

## Historique
Mis en service le 9 mai 1942, l'Unterseeboot 221 reçoit sa formation de base dans la 5. Unterseebootsflottille à Kiel en Allemagne jusqu'au 31 août 1942, où il rejoint la formation de combat de la 7. Unterseebootsflottille à la base sous-marine de Saint-Nazaire.
L'Unterseeboot 221 effectue cinq patrouilles dans lesquelles il coule onze navires marchands pour un total de 69 589 tonneaux, dix navires de guerre pour un total de 759 tonnes et endommage un navire marchand de 7 197 tonneaux au cours de 199 jours en mer.
Il réalise sa première patrouille, quittant le port de Kristiansand le 3 septembre 1942 sous les ordres de l'Oberleutnant zur See Hans-Hartwig Trojer. Après 50 jours de mer et un palmarès de 15 navires coulés pour un total de 30 440 tonneaux, l'U-221 rejoint Saint-Nazaire le 22 octobre 1942.
Au cours de sa deuxième patrouille, le 8 décembre 1942, l'U-221 percute accidentellement l'U-254 du Kapitänleutnant Hans Gilardone. Les deux U-Boote traquaient des convois dans l'Atlantique Nord. L'U-254 coule immédiatement tuant 41 membres d'équipage, seuls quatre sous-mariniers sont rescapés dont le commandant. L'U-221, gravement endommagé, est incapable de plonger. Le commandant Hans-Hartwig Trojer cesse donc sa patrouille et retourne à Saint-Nazaire, le 23 décembre 1942. Hans-Hartwig Trojer est dégagé de toute responsabilité dans l'accident.
Sa cinquième patrouille le fait quitter la base sous-marine de Saint-Nazaire le 20 septembre 1943 toujours sous les ordres de Hans-Hartwig Trojer, promu au grade de Kapitänleutnant depuis le 1er avril 1943 après avoir reçu la Croix de chevalier de la Croix de fer le 24 mars 1943. Après huit jours en mer, l'U-221 est coulé le 27 septembre 1943 au sud-ouest de l'Irlande à la position géographique approximative de 47° 00′ N, 18° 00′ O par des charges de profondeur lancées par un bombardier Handley Page Halifax (britannique (Squadron 58/B). 
La totalité des cinquante membres d'équipage meurt pendant cette attaque.

## Affectations
- 5. Unterseebootsflottille à Kiel du 9 mai au 31 août 1942 (entraînement)
- 7. Unterseebootsflottille à Saint-Nazaire du 1er septembre 1942 au 27 septembre 1943 (service actif)

## Commandement
- Oberleutnant zur See, puis Kapitänleutnant Hans-Hartwig Trojer du 9 mai 1942 au 27 septembre 1943

## Patrouilles
|       | Commandant                 | Départ             | Départ        | Arrivée           | Arrivée       | Jours     | Succès   |
| ----- | -------------------------- | ------------------ | ------------- | ----------------- | ------------- | --------- | -------- |
|       | Oblt. Hans-Hartwig Trojer  | 1er septembre 1942 | Kiel          | 2 septembre 1942  | Kristiansand  | 2 jours   |          |
| 1     | Oblt. Hans-Hartwig Trojer  | 3 septembre 1942   | Kristiansand  | 22 octobre 1942   | Saint-Nazaire | 50 jours  | 30 440   |
| 2     | Oblt. Hans-Hartwig Trojer  | 23 novembre 1942   | Saint-Nazaire | 23 décembre 1942  | Saint-Nazaire | 31 jours  |          |
| 3     | Oblt. Hans-Hartwig Trojer  | 28 février 1943    | Saint-Nazaire | 28 mars 1943      | Saint-Nazaire | 30 jours  | 37 673   |
| 4     | Kptlt. Hans-Hartwig Trojer | 7 mai 1943         | Saint-Nazaire | 31 juillet 1943   | Saint-Nazaire | 80 jours  | 9 432    |
| 5     | Kptlt. Hans-Hartwig Trojer | 20 septembre 1943  | Saint-Nazaire | 27 septembre 1943 | Coulé         | 8 jours   |          |
| Total | Total                      | Total              | Total         | Total             | Total         | 199 jours | 77 545 t |

Note : Oblt. = Oberleutnant zur See - Kptlt. = Kapitänleutnant 

### Opérations Wolfpack
L'U-221 a opéré avec les Wolfpacks (meute de loups) durant sa carrière opérationnelle:
1. Pfeil (12 septembre 1942 - 22 septembre 1942)
2. Blitz (22 septembre 1942 - 26 septembre 1942)
3. Tiger (26 septembre 1942 - 30 septembre 1942)
4. Wotan (5 octobre 1942 - 18 octobre 1942)
5. Draufgänger (29 novembre 1942 - 9 décembre 1942)
6. Neuland (8 mars 1943 - 13 mars 1943)
7. Dränger (14 mars 1943 - 20 mars 1943)
8. Drossel (11 mai 1943 - 15 mai 1943)
9. Oder (17 mai 1943 - 19 mai 1943)
10. Mosel (19 mai 1943 - 24 mai 1943)
11. Trutz (1er juin 1943 - 16 juin 1943)
12. Trutz 3 (16 juin 1943 - 29 juin 1943)

## Navires coulés

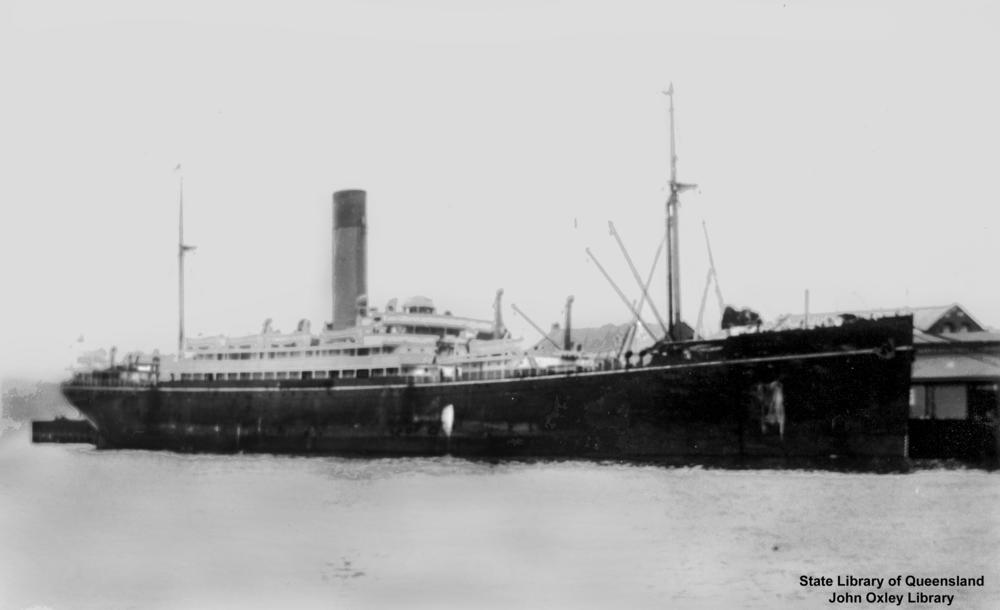
Gandia, coulé en 1942 par l'U-221.

L'Unterseeboot 221 a coulé 11 navires marchands pour un total de 69 589 tonneaux, 10 navires de guerre pour un total de 759 tonnes et a endommagé un navire marchand de 7 197 tonneaux au cours des 5 patrouilles (199 jours en mer) qu'il effectua.
| Date            | Navire               | Pavillon    | Tonnage | Fait      |
| --------------- | -------------------- | ----------- | ------- | --------- |
| 13 octobre 1942 | Ashworth             | Royaume-Uni | 5 227   | Coulé     |
| 13 octobre 1942 | Fagersten            | Norvège     | 2 342   | Coulé     |
| 13 octobre 1942 | Senta                | Norvège     | 3 785   | Coulé     |
| 14 octobre 1942 | HMS LCM-508*         | Royaume-Uni | 52      | Coulé     |
| 14 octobre 1942 | HMS LCM-509*         | Royaume-Uni | 52      | Coulé     |
| 14 octobre 1942 | HMS LCM-519*         | Royaume-Uni | 52      | Coulé     |
| 14 octobre 1942 | HMS LCM-522*         | Royaume-Uni | 52      | Coulé     |
| 14 octobre 1942 | HMS LCM-523*         | Royaume-Uni | 52      | Coulé     |
| 14 octobre 1942 | HMS LCM-532*         | Royaume-Uni | 52      | Coulé     |
| 14 octobre 1942 | HMS LCM-537*         | Royaume-Uni | 52      | Coulé     |
| 14 octobre 1942 | HMS LCM-547*         | Royaume-Uni | 52      | Coulé     |
| 14 octobre 1942 | HMS LCM-620*         | Royaume-Uni | 52      | Coulé     |
| 14 octobre 1942 | HMS LCT-2006*        | Royaume-Uni | 291     | Coulé     |
| 14 octobre 1942 | Southern Empress     | Royaume-Uni | 12 398  | Coulé     |
| 14 octobre 1942 | Susana               | USA         | 5 929   | Coulé     |
| 7 mars 1943     | Jamacia              | Norvège     | 3 015   | Coulé     |
| 10 mars 1943    | Andrea F. Luckenbach | USA         | 6 565   | Coulé     |
| 10 mars 1943    | Lauton B. Evans      | USA         | 7 197   | Endommagé |
| 10 mars 1943    | Tucurinca            | Royaume-Uni | 5 412   | Coulé     |
| 18 mars 1943    | Canadian Star        | Royaume-Uni | 8 293   | Coulé     |
| 18 mars 1943    | Walter Q. Gresham    | USA         | 7 191   | Coulé     |
| 18 mars 1943    | Sandanger            | Norvège     | 9 432   | Coulé     |

* était à bord du transport de troupes Southern Empress

### Référence
1. ↑  http://uboat.net/boats/successes/u221/html

### Source
- (en) Cet article est partiellement ou en totalité issu de l’article de Wikipédia en anglais intitulé « German submarine U-221 » (voir la liste des auteurs).